# Огарковское сельское поселение
Огарковское сельское поселение — муниципальное образование в Рыбинском районе Ярославской области.
Административный центр — село Огарково.

## География
Поселение расположено в северной части Рыбинского района. Его основу составляет транспортная магистраль — федеральная автомобильная дорога Р104, на участке Рыбинск-Пошехонье. Дорога эта следует вдоль восточного берега Рыбинского водохранилища, которое является западной границей поселения. На севере поселение граничит с Пошехонским районом, на северо-востоке с Арефинским сельским поселением, на юго-востоке с Назаровским сельским поселением. В южной части Огарковского поселения проходит дорога на Арефино, основная транспортная магистраль Арефинского поселения.
Территория поселения в основном покрыта лесом, местами заболоченным, поля — только вокруг деревень и, как урочища, на месте бывших деревень. Территорию поселения пересекает множество мелких рек и ручьев, текущих на запад и впадающих в Рыбинское водохранилище. До затопления Рыбинского водохранилища это были левые притоки Шексны. На топокартах приводятся названия следующих речек (с юга на север): Харенец, Чога, Волготня, Вонготня, Нахта, Демидовская, Тетёрка, Татьянка, Воля. Истоки этих рек находятся на водораздельной возвышенности, на противоположных склонах которой формируются левые притоки Ухры. Этот водораздел в основном соответствует границе с Огарковским сельским поселением. Население в основном сосредоточено вдоль автомобильной дороги и некоторых рек, в первую очередь реки Волготня.

## История
Огарковское сельское поселение образовано 1 января 2005 года в соответствии с законом Ярославской области № 65-з от 21 декабря 2004 года «О наименованиях, границах и статусе муниципальных образований Ярославской области», границы сельского поселения установлены в административных границах Огарковского сельского округа.

## Население
| 2007  | 2010  | 2011  | 2012  | 2013  | 2014  | 2015  |
| ----- | ----- | ----- | ----- | ----- | ----- | ----- |
| 1388  | ↘1127 | ↘1125 | ↗1126 | ↘1099 | ↗1108 | ↗1114 |
| 2016  | 2017  | 2018  | 2019  | 2020  | 2021  |       |
| ↘1099 | ↘1085 | ↘1064 | ↘1041 | ↘1032 | ↗1278 |       |

## Состав сельского поселения
В состав сельского поселения входят 36 населённых пунктов. 
| №  | Населённый пункт   | Тип населённого пункта       | Население | Сельский округ |
| -- | ------------------ | ---------------------------- | --------- | -------------- |
| 1  | Антоново           | деревня                      | ↗26       | Огарковский    |
| 2  | Бабино             | деревня                      | →0        | Огарковский    |
| 3  | Барщинка           | деревня                      | →0        | Огарковский    |
| 4  | Большие Мхи        | деревня                      | ↘13       | Огарковский    |
| 5  | Большое Погорелово | деревня                      | ↘48       | Огарковский    |
| 6  | Власьево           | деревня                      | ↗2        | Огарковский    |
| 7  | Волково            | деревня                      | ↘304      | Огарковский    |
| 8  | Грибово            | деревня                      | →1        | Огарковский    |
| 9  | Григорово          | деревня                      | →0        | Огарковский    |
| 10 | Досугово           | деревня                      | ↘0        | Огарковский    |
| 11 | Дымовское          | деревня                      | ↘54       | Огарковский    |
| 12 | Ивановское         | деревня                      | ↘14       | Огарковский    |
| 13 | Киверники          | деревня                      | ↘2        | Огарковский    |
| 14 | Косково            | деревня                      | ↘0        | Огарковский    |
| 15 | Костино            | деревня                      | ↘30       | Огарковский    |
| 16 | Кузнецово          | деревня                      | ↘2        | Огарковский    |
| 17 | Курганово          | деревня                      | ↘0        | Огарковский    |
| 18 | Лаврентьево        | деревня                      | ↘36       | Огарковский    |
| 19 | Ляга               | деревня                      | ↘24       | Огарковский    |
| 20 | Макарово           | деревня                      | ↘1        | Огарковский    |
| 21 | Милюшино           | деревня                      | ↘241      | Огарковский    |
| 22 | Морушкино          | деревня                      | ↘3        | Огарковский    |
| 23 | Огарково           | село, административный центр | ↘171      | Огарковский    |
| 24 | Ольгино            | деревня                      | →0        | Огарковский    |
| 25 | Осташево           | деревня                      | ↘14       | Огарковский    |
| 26 | Пахонино           | деревня                      | →6        | Огарковский    |
| 27 | Роканово           | деревня                      | ↘0        | Огарковский    |
| 28 | Савинское          | деревня                      | ↗15       | Огарковский    |
| 29 | Семенково          | деревня                      | ↗3        | Огарковский    |
| 30 | Середнево          | деревня                      | ↘7        | Огарковский    |
| 31 | Сидорково          | деревня                      | ↘10       | Огарковский    |
| 32 | Соловьёвское       | деревня                      | ↘78       | Огарковский    |
| 33 | Старово            | деревня                      | ↘3        | Огарковский    |
| 34 | Степаньково        | деревня                      | ↘1        | Огарковский    |
| 35 | Торхово            | деревня                      | ↘4        | Огарковский    |
| 36 | Шлыково            | деревня                      | ↘14       | Огарковский    |

## Почта
Почтовое обслуживание поселения обеспечивают два почтовых отделения, зона действия которых полностью совпадает с поселением:
- 152952 Милюшино в северной части поселения[16]
- 152951 Волково в южной части[17].

## Образование, мединское обслуживание, религия
Действуют две школы: Милюшинская средняя и Середневская основная, которая имея традиционное название, размещается в деревне Волково.
На территории поселения нет медицинских учреждений.
На территории поселения нет действующих храмов.

## Охраняемые памятники
На территории поселения находятся охраняемые памятники истории и культуры:
- Церковь Воскресения Христова 1787—1799 гг. Огарково.
- Усадьба загородная Бостельман в деревне Костино, конец XIX в. Парк при усадьбе объявлен охраняемой природной территорией.
- Школа, в которой учился маршал Советского Союза В. К. Блюхер в деревне Середнево, конец XIX века